# 投毒事件
投毒事件（法語：L'affaire des poisons），是一桩法国高层的宫廷贵族用黑弥撒和投毒的方法企图谋害当时的法国国王路易十四事件。1677年至1682年间许多上流社会的贵族成员因涉及传递药品和迷信巫术而被牵连并被巴黎高等法院判刑。当事件调查到路易十四的情妇蒙特斯潘侯爵夫人以及相关王室成员牵涉其中后，路易十四下令掩盖。

## 主要参与者
- 苏瓦松伯爵夫人
- 布永公爵夫人
- 蒙特斯潘侯爵夫人
- 蒙瓦森夫人
- 艾蒂安·吉布